# 24 de junho
24 de junho é o 175.º dia do ano no calendário gregoriano (176.º em anos bissextos). Faltam 190 dias para acabar o ano.

## Eventos históricos

1948: Início do Bloqueio de Berlim

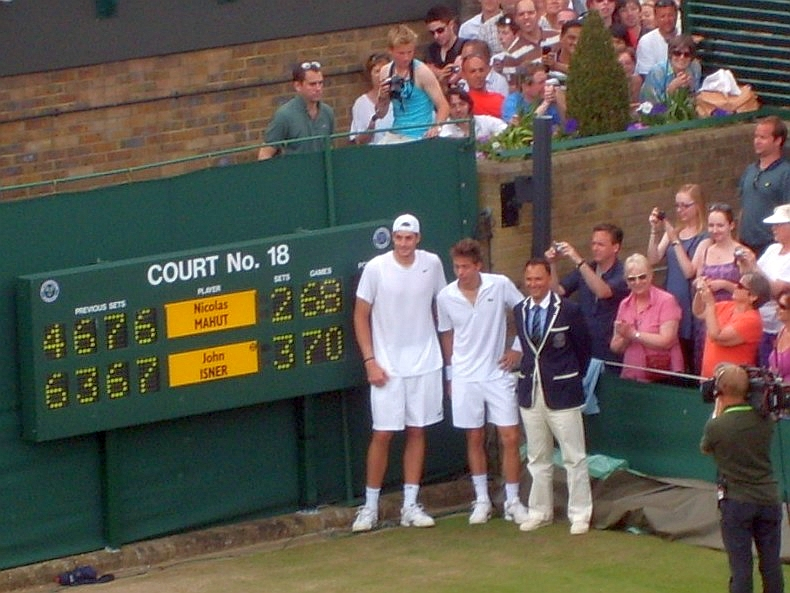
2010: A partida mais longa da história do tênis profissional

- 1312 a.C. – Mursilis II lança uma campanha contra o Reino de Haiassa-Azi.
- 217 a.C. — Os romanos, liderados por Caio Flamínio, são emboscados e derrotados por Aníbal na Batalha do Lago Trasimeno.
- 0109 — O imperador romano Trajano inaugura a Água Trajana, um aqueduto que canaliza a água do Lago de Bracciano, a 40 quilômetros ao noroeste de Roma.
- 0474 — Júlio Nepos obriga o usurpador romano Glicério a abdicar do trono e se proclama imperador do Império Romano do Ocidente.
- 0843 — Os vikings saqueiam a cidade francesa de Nantes.[1]
- 0972 — Ocorre a Batalha de Cedynia, a primeira vitória documentada das forças polonesas.[2]
- 1128 — Batalha de São Mamede, perto de Guimarães: forças lideradas por Afonso I de Portugal derrotam as forças lideradas por sua mãe Teresa de Leão e seu amante Fernão Peres de Trava.
- 1230 — Tem início o Cerco de Jaén, no contexto da Reconquista Espanhola, a batalha resultou em uma vitória Jayyānese após a retirada castelhana e abandono do cerco imediatamente após a morte do rei Alfonso IX de Leão.[3]
- 1314 — Primeira Guerra de Independência da Escócia: a Batalha de Bannockburn termina com uma vitória decisiva das forças escocesas lideradas por Roberto de Bruce.
- 1340 — Guerra dos Cem Anos: Batalha de Sluys: a frota francesa é quase completamente destruída pela frota inglesa comandada pessoalmente pelo rei Eduardo III.
- 1374 — Um súbito surto de Dança de São João faz com que as pessoas nas ruas de Aachen, na Alemanha, experimentem alucinações e comecem a pular e contrair-se incontrolavelmente até desmaiarem de cansaço.
- 1497 — Giovanni Caboto desembarca na América do Norte, na ilha da Terra Nova liderando a primeira exploração europeia da região desde os vikings.
- 1509 — Henrique VIII e Catarina de Aragão são coroados rei e rainha da Inglaterra.
- 1535 — O estado anabatista de Münster é conquistado e desfeito.
- 1540 — O rei inglês Henrique VIII ordena que sua quarta esposa, Ana de Cleves, deixe a corte.[4]
- 1571 — Miguel López de Legazpi funda Manila, capital das Filipinas.
- 1593 — A cidade holandesa de Geertruidenberg, mantida pelos espanhóis, capitula diante de um cerco do exército holandês e inglês liderado por Maurício de Nassau.[5]
- 1622 — Batalha de Macau: os holandeses tentam, mas não conseguem capturar Macau.
- 1663 — A guarnição espanhola de Évora capitula, na sequência da vitória portuguesa na Batalha do Ameixial.
- 1779 — Guerra de Independência dos Estados Unidos: começa o Grande Cerco de Gibraltar.
- 1793 — A primeira constituição republicana na França é adotada.
- 1812 — Guerras Napoleônicas: tem início a Campanha da Rússia; as tropas de Napoleão Bonaparte atravessam o rio Neman.
- 1821 — Início da Batalha de Carabobo. É a batalha decisiva na guerra de independência da Venezuela da Espanha.
- 1859 — Batalha de Solferino (Batalha dos Três Soberanos): a Sardenha e a França derrotam a Áustria em Solferino, norte da Itália.
- 1866 — Batalha de Custoza: um exército austríaco derrota o exército italiano durante a Guerra Austro-Prussiana.
- 1894 — Marie François Sadi Carnot, presidente da França, é assassinado por Sante Geronimo Caserio.
- 1895 — A revolução federalista foi derrotada na batalha de Campo Osório quando o almirante Saldanha da Gama, possuidor de um contingente de 400 homens, quase todos da Marinha, lutou até a morte contra os comandados pelo general Hipólito Ribeiro.
- 1913 — Grécia e Sérvia anulam sua aliança com a Bulgária.
- 1916 — Mary Pickford se torna a primeira estrela de cinema feminina a assinar um contrato de um milhão de dólares.
- 1939 — Sião é renomeado Tailândia por Plaek Pibulsonggram, o terceiro primeiro-ministro do país.
- 1940 — Segunda Guerra Mundial: Operação Collar, o primeiro ataque do Comando Britânico à França ocupada, mas não conseguiram reunir nenhuma informação de inteligência ou danificar equipamentos alemães.[6]
- 1947 — Kenneth Arnold faz o primeiro avistamento de OVNIs amplamente divulgado perto do Monte Rainier, em Washington.
- 1948 — Guerra Fria: início do Bloqueio de Berlim: a União Soviética torna impossível viajar por terra entre a Alemanha Ocidental e Berlim Ocidental.
- 1960 — Tentativa de assassinato do presidente venezuelano Rómulo Betancourt.
- 1963 — O Reino Unido concede autogoverno interno a Zanzibar.
- 1975 — O voo 66 da Eastern Air Lines encontra forte cisalhamento do vento e cai na aproximação final do Aeroporto JFK de Nova York, matando 113 dos 124 passageiros a bordo, tornando-se o acidente de avião mais mortal dos EUA na época. Este acidente levou a décadas de pesquisa sobre fenômenos de downburst e microburst e seus efeitos em aeronaves.[7]
- 1981
  - Aberta para o tráfego a Ponte Humber, ligando Yorkshire e Lincolnshire. Seria a ponte mais longa do mundo por 17 anos.
  - Primeira aparição da Virgem Maria a seis crianças da vila de Međugorje, na antiga Iugoslávia (atual Bósnia e Herzegovina).[8]
- 1982 — "O Incidente de Jacarta": o voo British Airways 9 entra numa nuvem de cinzas vulcânicas lançada pela erupção do Monte Galunggung, resultando na parada de todos os quatro motores.
- 1995 — "Final da Copa do Mundo de Rúgbi": África do Sul derrota a Nova Zelândia, Nelson Mandela entrega a François Pienaar o troféu Webb-Ellis em um icônico momento pós-apartheid.
- 2004 — Em Nova York, a pena capital é declarada inconstitucional.
- 2002 — Colisão de trens em Igandu na Tanzânia mata 281 pessoas, o pior acidente de trem na história da África.
- 2010 — John Isner dos Estados Unidos derrota Nicolas Mahut da França em Wimbledon, na partida mais longa da história do tênis profissional.
- 2012 — Morte de George Solitário, o último espécime conhecido de Chelonoidis nigra abingdonii, em Galápagos.
- 2013 — O ex-primeiro-ministro italiano Silvio Berlusconi é considerado culpado de abusar de seu poder e ter relações sexuais com uma prostituta menor de idade, e é condenado a sete anos de prisão.
- 2021 — O condomínio Champlain Towers South, em Surfside, Flórida, sofre um súbito colapso parcial, matando 98 pessoas em seu interior.
- 2023 — Na Rússia, grupo de mercenários Wagner, liderado por Yevgeny Prigozhin se rebela contra governo.
- 2025 — O corpo da brasileira Juliana Marins é encontrado sem vida e resgatado do interior de um vulcão no Monte Rinjani, na Indonésia, depois de quatro dias desaparecida.

## Nascimentos

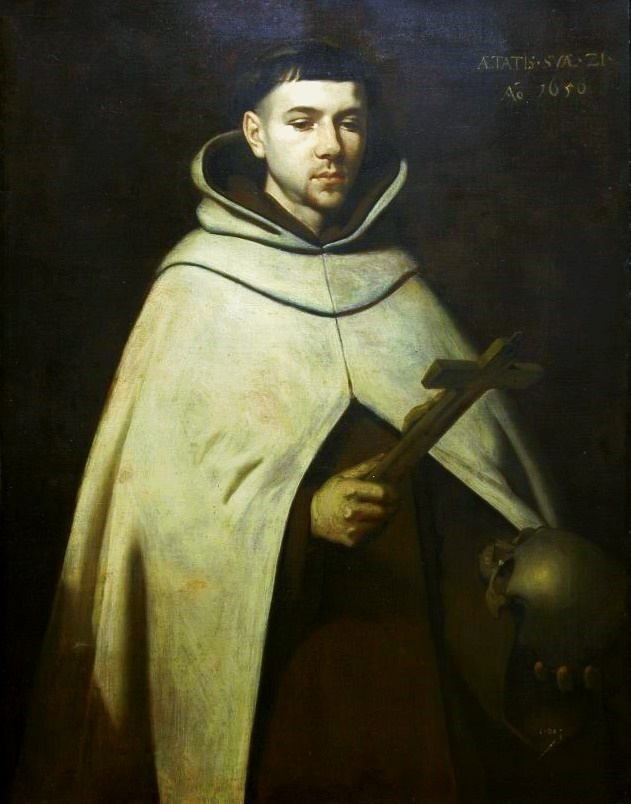
João da Cruz

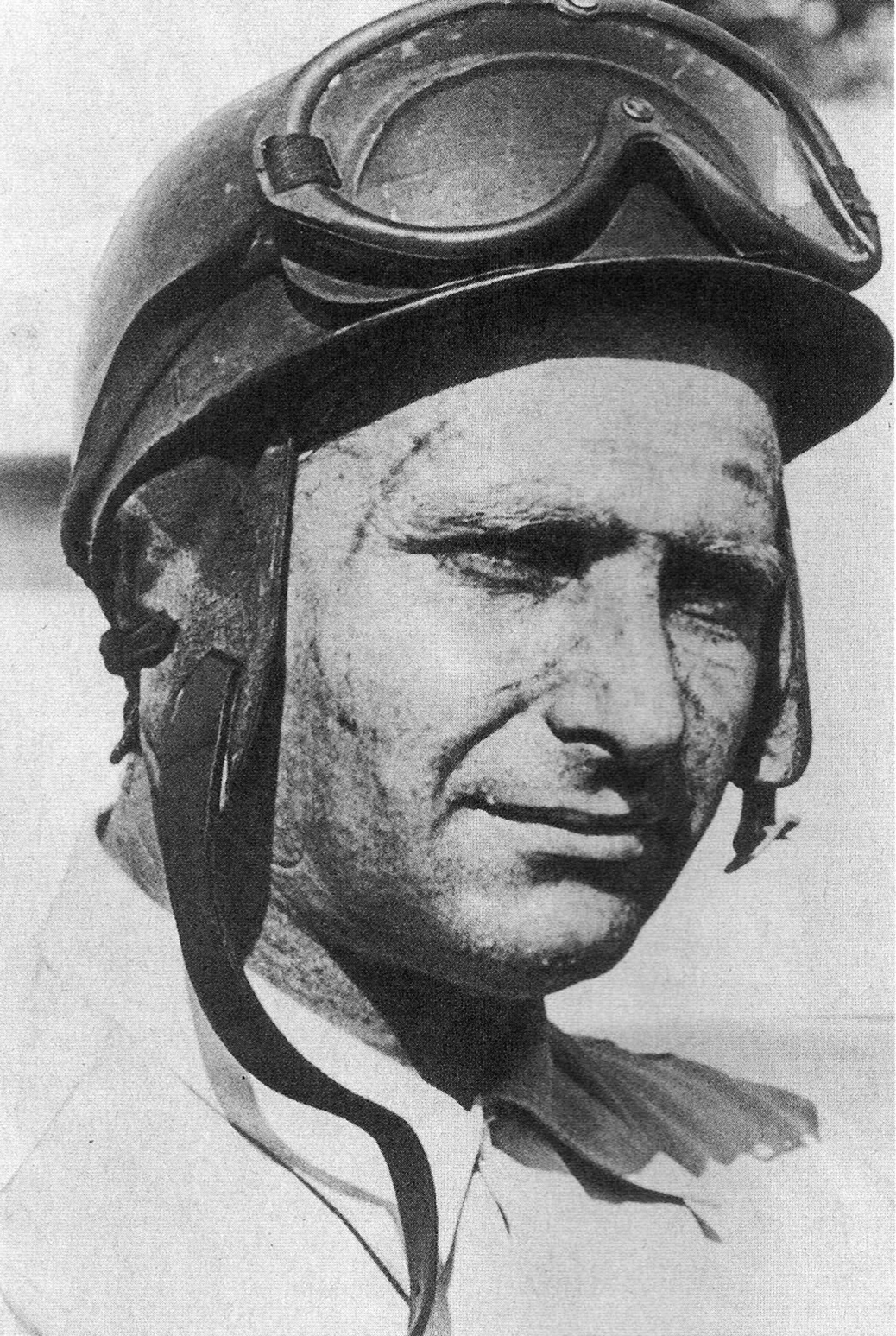
Juan Manuel Fangio

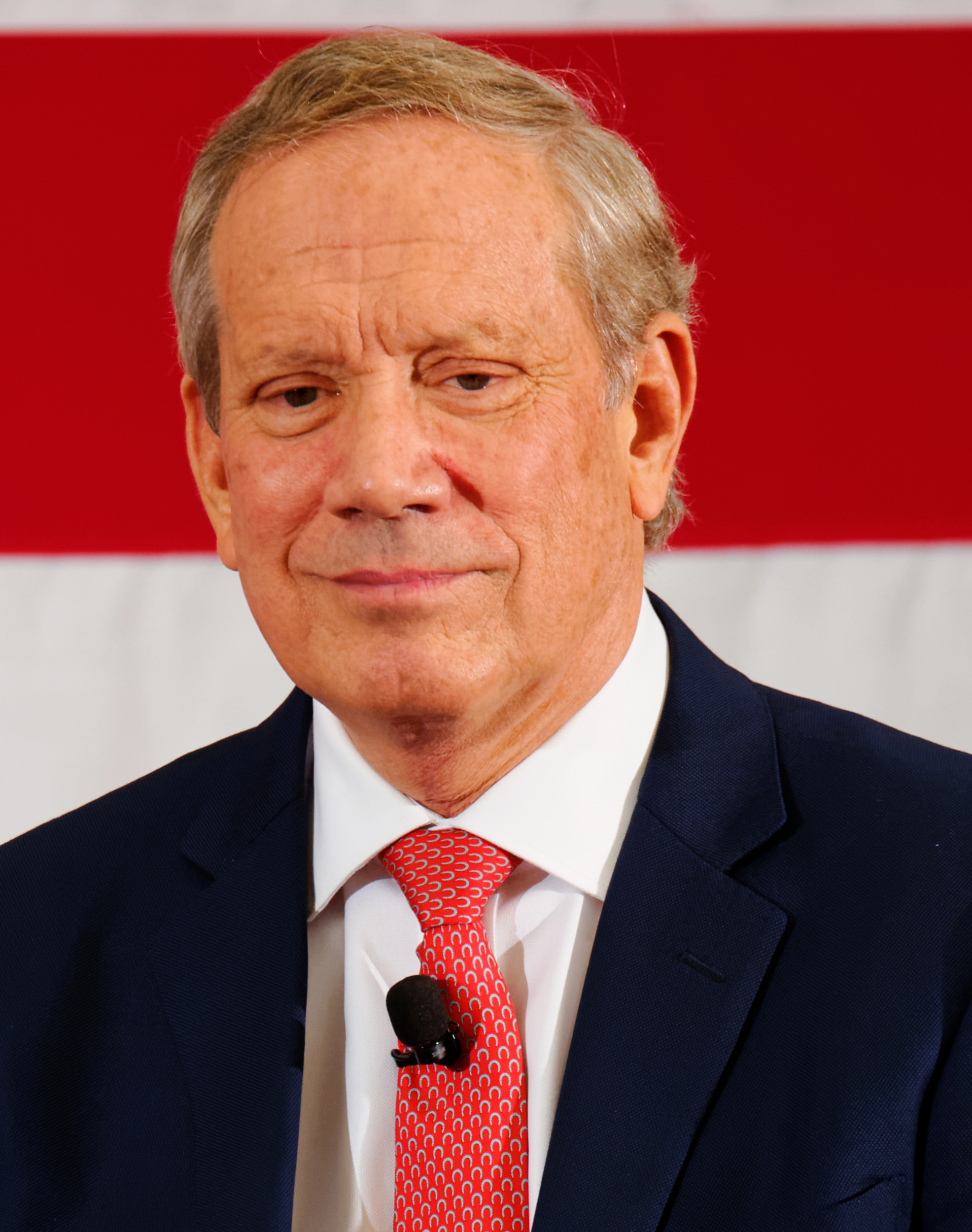
George Pataki

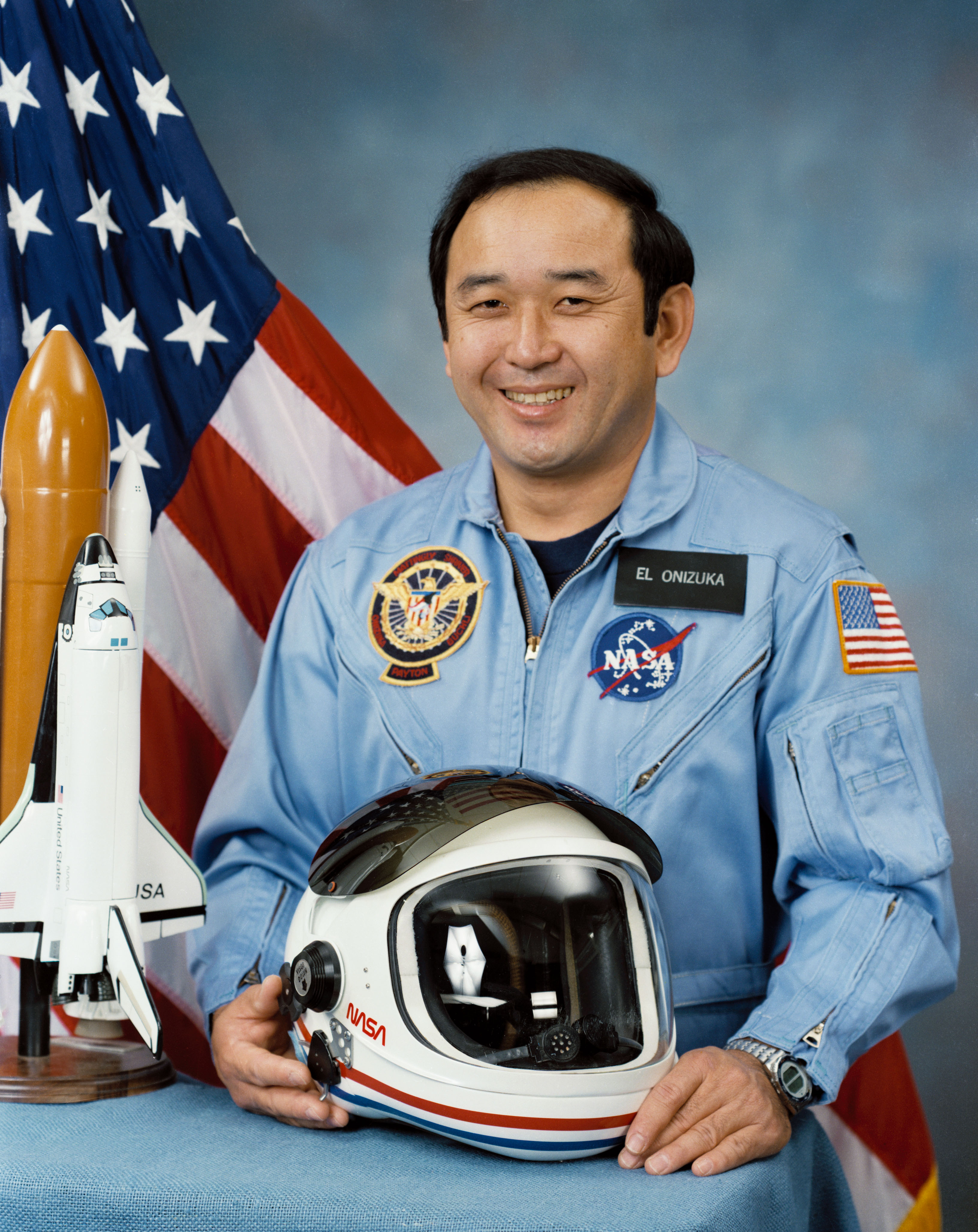
Ellison Onizuka

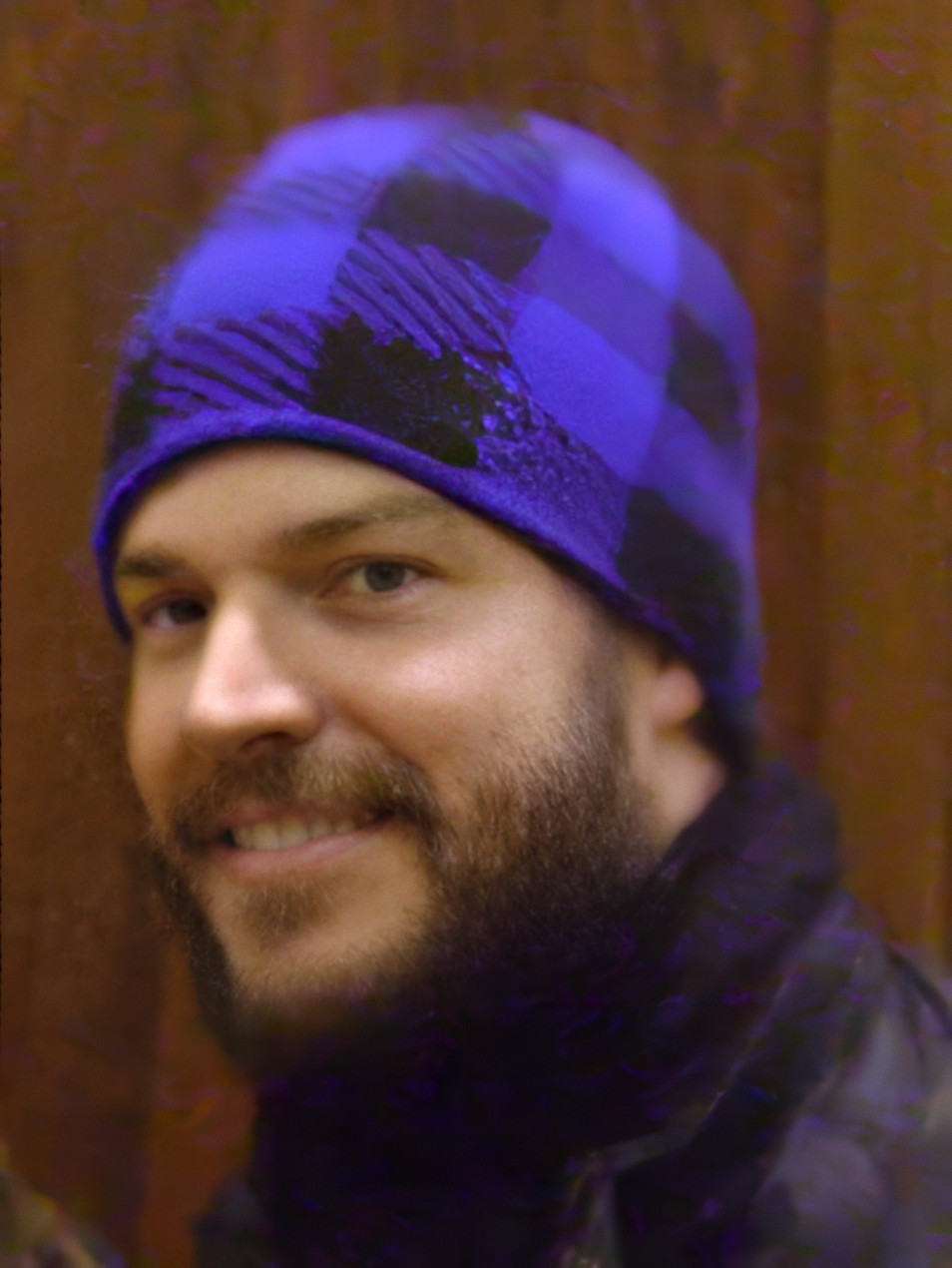
Erik Marmo

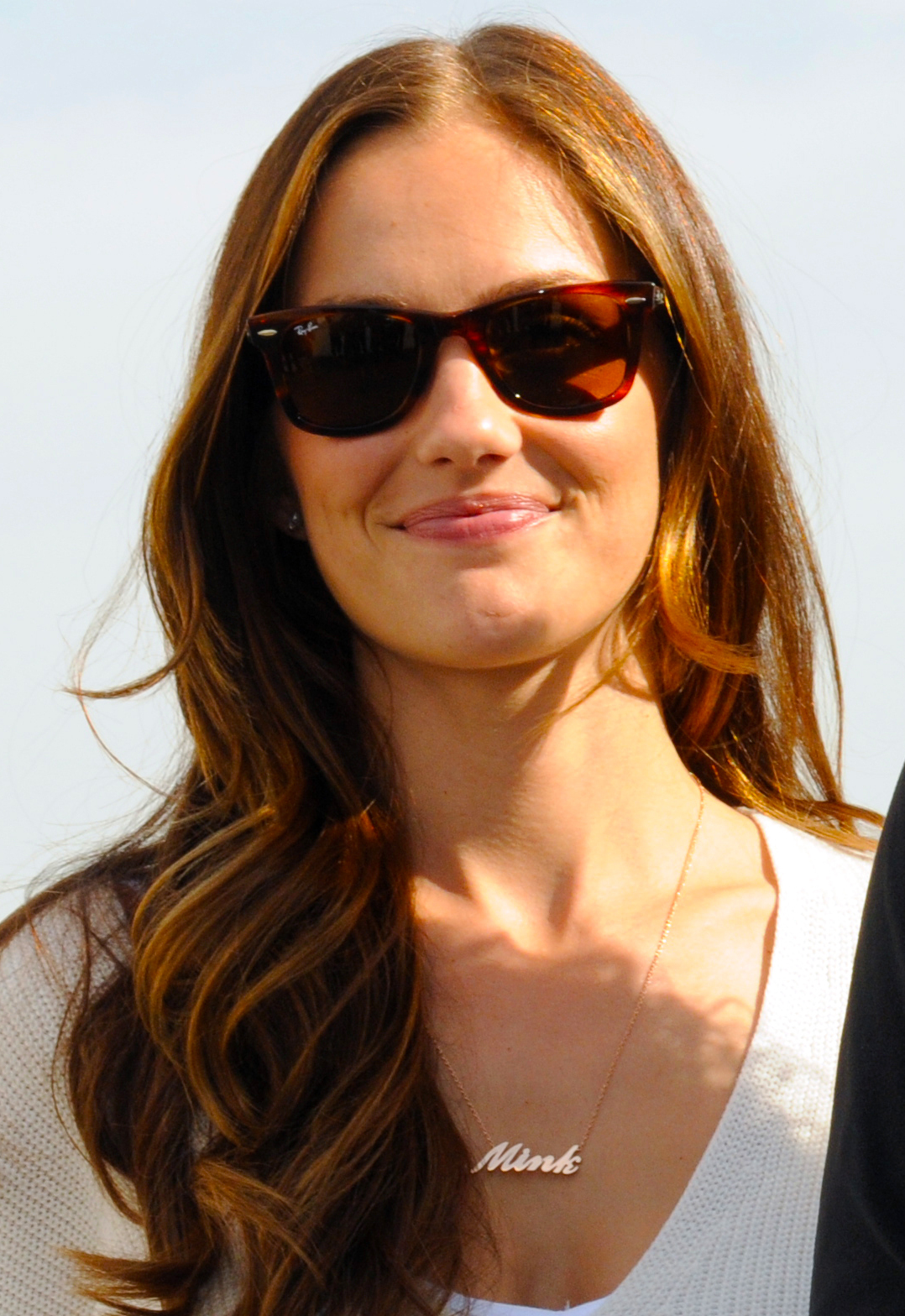
Minka Kelly

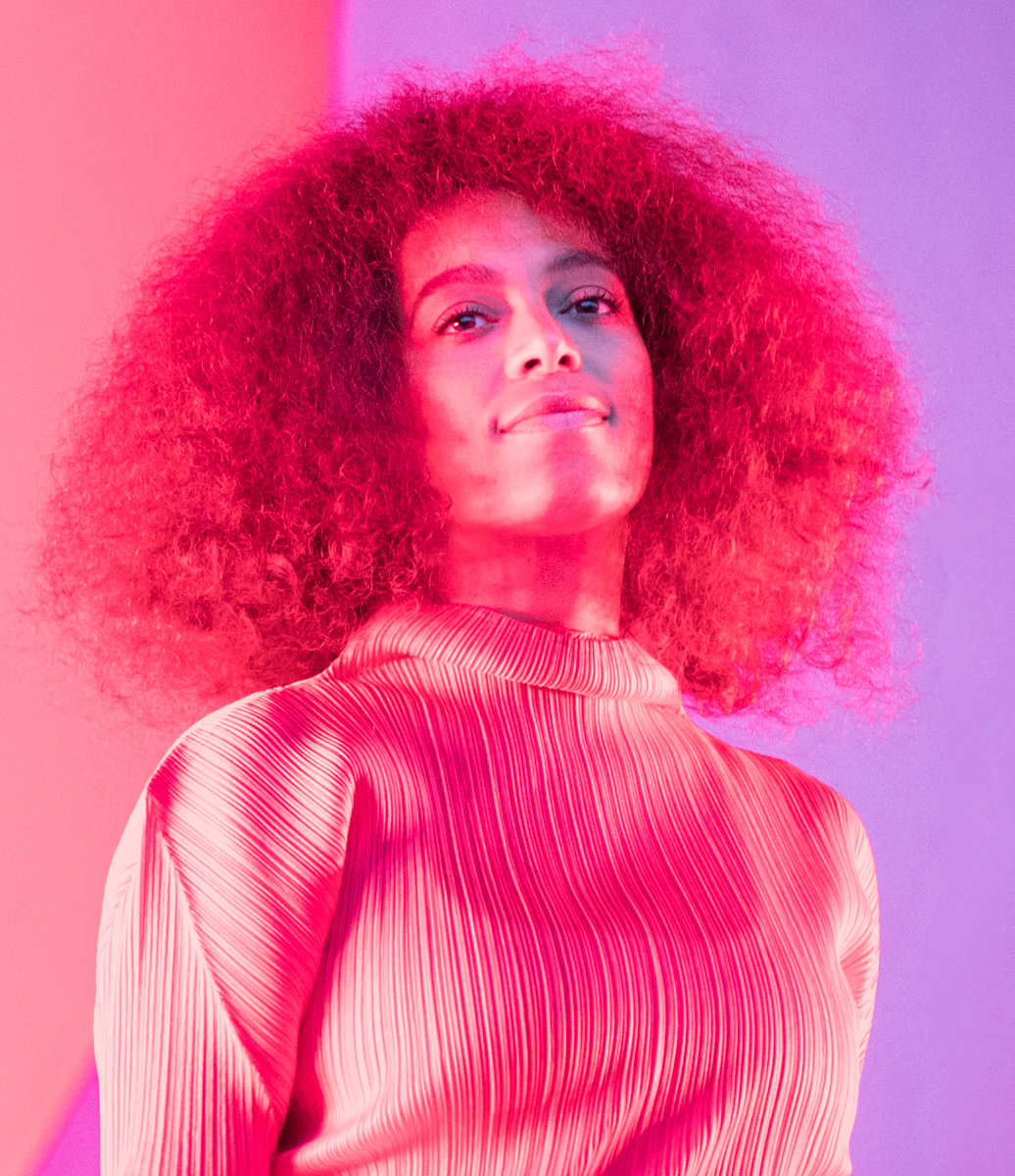
Solange Knowles

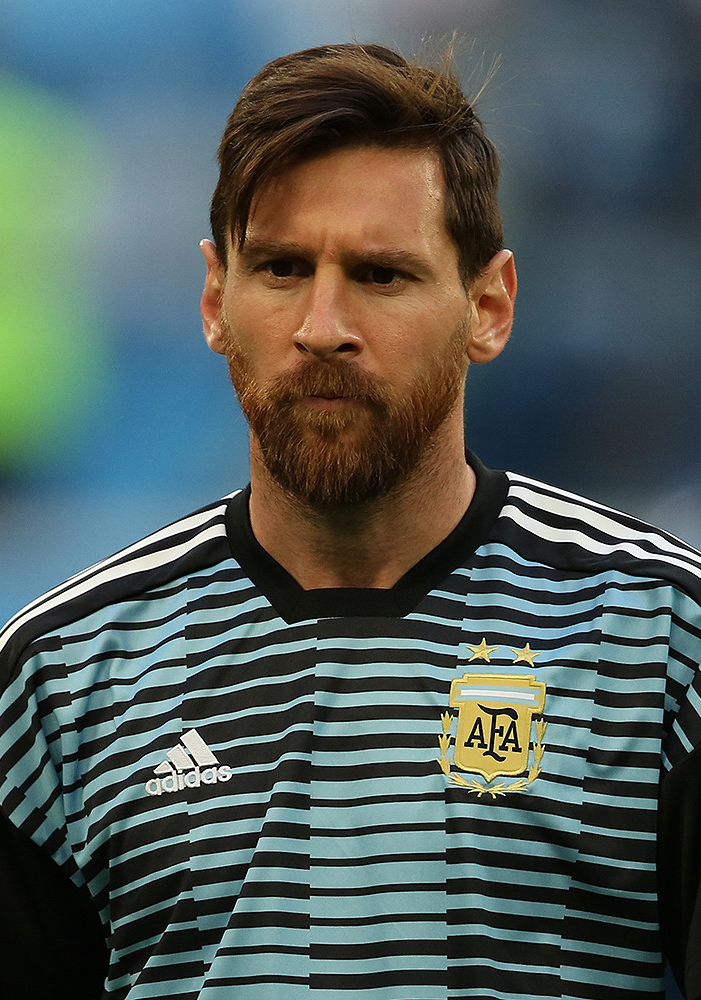
Lionel Messi

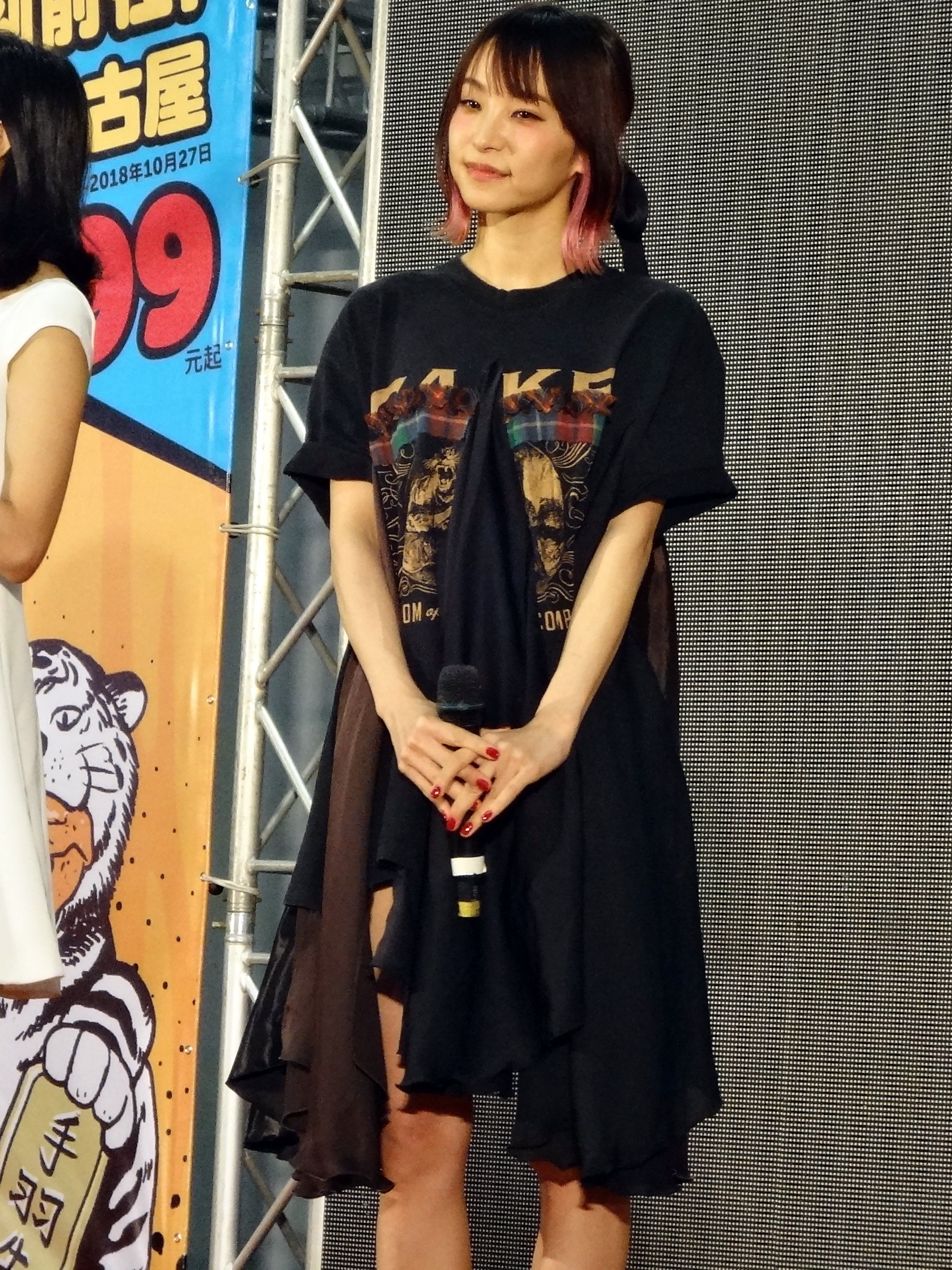
LiSA

### Anterior ao século XIX
- 1310 — Margarida II, Condessa de Hainaut, imperatriz e rainha alemã (m. 1356).
- 1314 — Filipa de Hainault, rainha de Inglaterra (m. 1369).
- 1343 — Joana de Valois, Rainha de Navarra (m. 1373).
- 1346 — Joana de Armagnac, duquesa de Berry (m. 1387).
- 1360 — Nuno Álvares Pereira, general português (m. 1431).
- 1386 — João de Capistrano, santo italiano (m. 1456).
- 1485
  - Isabel da Dinamarca, Princesa-Eleitora de Brandemburgo (m. 1555).
  - Johannes Bugenhagen, reformista alemão (m. 1558).
- 1519 — Teodoro de Beza, teólogo protestante francês (m. 1605).
- 1532
  - Guilherme IV de Hesse-Cassel, nobre alemão (m. 1592).
  - Robert Dudley, 1.º Conde de Leicester (m. 1588).
- 1542 — João da Cruz, frade carmelita espanhol (m. 1591).
- 1663 — Jean-Baptiste Massillon, bispo francês (m. 1742).
- 1694 — Jean-Jacques Burlamaqui, jurista e escritor suíço (m. 1748).
- 1777 — John Ross, explorador e almirante britânico (m. 1856).
- 1784 — Juan Antonio Lavalleja, militar e político uruguaio (m. 1853).
- 1795 — Ernst Heinrich Weber, médico alemão (m. 1878).

### Século XIX
- 1804 — Stephan Ladislaus Endlicher, botânico e linguista austríaco (m. 1849).
- 1813 — Henry Ward Beecher, teólogo e escritor estadunidense (m. 1887).
- 1820 — Joaquim Manuel de Macedo, escritor brasileiro (m. 1882).
- 1825 — Alexandra Nikolaevna da Rússia (m. 1844).
- 1835 — Johannes Wislicenus, químico alemão (m. 1902).
- 1836 — Harry Rosenbusch, mineralogista e geólogo alemão (m. 1914).
- 1838 — Jan Matejko, pintor polonês (m. 1893).
- 1840 — Émile Duclaux, biólogo e bioquímico francês (m. 1904).
- 1842 — Ambrose Bierce, crítico, escritor e jornalista satírico estadunidense (m. 1913).
- 1850 — Horatio Herbert Kitchener, marechal-de-campo britânico (m. 1916).
- 1852 — Victor Adler, político austríaco (m. 1918).
- 1860 — Maria das Mercedes de Orleães, rainha da Espanha (m. 1878).
- 1868 — Harold James Ruthven Murray, escritor britânico (m. 1955).
- 1869 — Jorge da Grécia e Dinamarca (m. 1957).
- 1873 — Juan Corzo, enxadrista espanhol (m. 1941).
- 1880
  - João Cândido, militar brasileiro (m. 1969).
  - Oswald Veblen, matemático norte-americano (m. 1960).
  - Ralph Wilson, ginasta norte-americano (m. 1930).
- 1882 — Juan Sarabia, político e jornalista mexicano (m. 1920).
- 1883 — Victor Franz Hess, físico austríaco (m. 1964).
- 1888 — Gerrit Rietveld, arquiteto neerlandês (m. 1964).
- 1893
  - Roy O. Disney, empresário estadunidense (m. 1971).
  - Albert von der Goltz, militar alemão (m. 1944).
- 1895 — Jack Dempsey, boxeador estadunidense (m. 1983).
- 1897 — Daniel Keith Ludwig, empresário estadunidense (m. 1992).

### Século XX

#### 1901–1950
- 1901
  - Chuck Taylor, basquetebolista estadunidense (m. 1969).
  - Harry Partch, compositor, escritor e teórico musical estadunidense (m. 1974).
- 1905 — Fred Alderman, velocista norte-americano (m. 1998).
- 1906 — Pierre Fournier, violoncelista francês (m. 1986).
- 1907
  - Arseny Tarkovski, poeta russo (m. 1989).
  - José de Lima Siqueira, compositor, maestro e acadêmico brasileiro (m. 1985).
- 1908 — Alfons Rebane, militar estoniano (m. 1976).
- 1911
  - Ernesto Sabato, escritor, ensaísta e físico argentino (m. 2011).
  - Juan Manuel Fangio, automobilista argentino (m. 1995).
- 1912 — Gösta Danielsson, enxadrista sueco (m. 1978).
- 1913 — Gustaaf Deloor, ciclista belga (m. 2002).
- 1914 — Pearl Witherington, espiã francesa (m. 2008).
- 1915 — Fred Hoyle, astrônomo britânico (m. 2001).
- 1916 — Lidia Wysocka, atriz polonesa (m. 2006).
- 1919 — João Aloysio Hoffmann, bispo brasileiro (m. 1998).
- 1921 — Gerhard Sommer, militar alemão (m. 2019).
- 1923 — Yves Bonnefoy, poeta francês (m. 2016).
- 1924 — Kurt Furgler, político suíço (m. 2008).
- 1927
  - Martin Lewis Perl, engenheiro e físico estadunidense (m. 2014).
  - Osvaldo Zubeldía, futebolista e treinador de futebol argentino (m. 1982).
- 1928 — Yvan Delporte, desenhista belga (m. 2007).
- 1929 — Carolyn Shoemaker, astrônoma norte-americana (m. 2021).
- 1930 — Claude Chabrol, cineasta francês (m. 2010).
- 1931 — Paulo Eduardo Andrade Ponte, bispo brasileiro (m. 2009).
- 1932 — Mikhail Ogonkov, futebolista russo (m. 1979).
- 1934
  - Régis Cardoso, diretor de televisão brasileiro (m. 2005).
  - Tom Bridger, automobilista britânico (m. 1991).
- 1935 — Juan Bautista Agüero, futebolista paraguaio (m. 2018).
- 1938
  - Abülfaz Elçibay, político azeri (m. 2000).
  - João Roberto Kelly, pianista, compositor e produtor musical brasileiro.
- 1939 — Geraldo Moraes, diretor, produtor e roteirista brasileiro (m. 2017).
- 1941 — Nelson López, ex-futebolista argentino.
- 1942
  - Eduardo Frei Ruiz-Tagle, político chileno.
  - João Acácio Pereira da Costa, criminoso brasileiro (m. 1998).
  - João de Deus, curandeiro, médium e criminoso brasileiro.
  - Arthur Brown, cantor britânico.
  - Colin Groves, antropólogo britânico-australiano (m. 2017).
- 1944 — Jeff Beck, guitarrista britânico (m. 2023).
- 1945
  - George Pataki, político estadunidense.
  - Cris Poli, apresentadora de televisão, pedagoga e escritora argentina.
- 1946 — Ellison Onizuka, astronauta estadunidense (m. 1986).
- 1947
  - Peter Weller, ator estadunidense.
  - Mick Fleetwood, músico britânico.
- 1948
  - Patrick Moraz, músico e compositor suíço.
  - Armando Calderón Sol, político salvadorenho (m. 2017).
- 1949
  - John Illsley, baixista britânico.
  - Agenor Muniz, ex-futebolista brasileiro-australiano.
- 1950
  - Nancy Allen, atriz estadunidense.
  - Luís Antônio Martinez Corrêa, diretor de teatro brasileiro (m. 1987).

#### 1951–2000
- 1951
  - Raelene Boyle, ex-atleta australiana.
  - Myint Swe, militar e político birmanês.
- 1952 — Mansour Ojjeh, empresário saudita (m. 2021).
- 1953 — William Moerner, físico e químico norte-americano,
- 1955
  - Betty Lago, atriz brasileira (m. 2015).
  - Parviz Parastui, ator e cantor iraniano.
  - Reynaert, cantor belga (m. 2020).
- 1958
  - Tom Lister Jr., ator e lutador profissional norte-americano (m. 2020).
  - João José da Costa, bispo brasileiro.
- 1960
  - Mark Damon Espinoza, ator estadunidense.
  - Siedah Garrett, cantora e compositora norte-americana.
- 1961
  - Curt Smith, cantor e compositor britânico.
  - Natalia Shaposhnikova, ex-ginasta soviética.
  - Juan Cayasso, ex-futebolista costarriquenho.
  - Iain Glen, ator britânico.
- 1962 — Claudia Sheinbaum, política, engenheira ambiental e física mexicana.
- 1963
  - Barbara Underhill, ex-patinadora artística canadense.
  - Predrag Radosavljević, ex-futebolista e treinador de futebol sérvio-americano.
- 1965
  - Claude Bourbonnais, ex-automobilista canadense.
  - Vladimir Luxuria, atriz, escrirora, ativista e política italiana.
  - Petchtai Wongkamlao, ator tailandês.
- 1966
  - Adrienne Shelly, atriz estadunidense (m. 2006).
  - Erika Mészáros, ex-canoísta húngara.
- 1967
  - Sherry Stringfield, atriz estadunidense.
  - Richard Kruspe-Bernstein, guitarrista alemão.
  - Marcos Chiesa, radialista e humorista brasileiro.
- 1969
  - Nicodemo Gentile, advogado, escritor e personalidade televisiva italiana.
  - Berthy Suárez, ex-futebolista boliviano.
- 1970
  - Glenn Medeiros, cantor e compositor norte-americano.
  - Bernardo Sassetti, pianista e compositor português (m. 2012).
- 1971 — Thomas Helveg, ex-futebolista e treinador de futebol dinamarquês.
- 1972
  - Robbie McEwen, ex-ciclista australiano.
  - Lucian Marinescu, ex-futebolista romeno.
- 1973 — Eduard Tsykhmeystruk, ex-futebolista ucraniano.
- 1974 — Atsuhiro Miura, ex-futebolista e treinador de futebol japonês.
- 1975
  - Christie Pearce, ex-futebolista norte-americana.
  - Carla Gallo, atriz e modelo estadunidense.
- 1976
  - Erik Marmo, ator brasileiro.
  - Ricardinho, ex-futebolista brasileiro.
  - Philippe Maia, dublador, ator e youtuber brasileiro.
  - Dmitriy Sennikov, ex-futebolista russo.
- 1977
  - Kristian Digby, apresentador e diretor britânico (m. 2010).
  - Francine Jordi, cantora suíça.
  - Stacy Sykora, ex-jogadora de vôlei estadunidense.
- 1978
  - Juan Román Riquelme, ex-futebolista e dirigente esportivo argentino.
  - Luis García, futebolista espanhol.
  - Erno Vuorinen, músico finlandês.
  - Shunsuke Nakamura, futebolista japonês.
  - Pantelis Kafes, ex-futebolista grego.
- 1979
  - Petra Němcová, modelo tcheca.
  - Mindy Kaling, atriz, produtora e roteirista norte-americana.
- 1980
  - Cicinho, ex-futebolista e comentarista esportivo brasileiro.
  - Minka Kelly, atriz estadunidense.
  - Liane Balaban, atriz canadense.
- 1981
  - João Marcos, ex-futebolista brasileiro.
  - Maurito, ex-futebolista angolano.
  - Vanessa Ray, atriz e cantora norte-americana.
  - Bruno Belarmino, ator brasileiro.
- 1982
  - João Vítor Xavier, político e radialista brasileiro.
  - Serginho Greene, ex-futebolista neerlandês.
  - Sylvain Guintoli, motociclista francês.
  - Lotte Verbeek, atriz neerlandesa.
  - Rafał Grzelak, ex-futebolista polonês.
- 1983
  - Alberto II de Thurn e Taxis.
  - Gianni Munari, ex-futebolista italiano.
- 1984
  - J.J. Redick, ex-jogador e treinador de basquete estadunidense.
  - Michael Mathieu, velocista bahamense.
- 1985 — Diego Alves, ex-futebolista brasileiro.
- 1986
  - Jean, futebolista brasileiro.
  - Solange Knowles, atriz e cantora estadunidense.
  - Amber Rose Revah, atriz britânica.
  - Harrison Afful, futebolista ganês.
- 1987
  - Arturo Lupoli, ex-futebolista italiano.
  - Lionel Messi, futebolista argentino.
  - Wesley, ex-futebolista brasileiro.
  - María Irigoyen, tenista argentina.
  - LiSA, cantora japonesa.
- 1988
  - Micah Richards, ex-futebolista e comentarista esportivo britânico.
  - Candice Patton, atriz norte-americana.
  - Zainadine Júnior, futebolista moçambicano.
- 1989 — Wilmer Crisanto, futebolista hondurenho.
- 1990
  - Richard Sukuta-Pasu, futebolista alemão.
  - Denis Kaliberda, jogador de vôlei ucraniano.
- 1991
  - Yasmin Paige, atriz britânica.
  - Mutaz Essa Barshim, atleta catariano.
  - Hiba Abu Nada, romancista, poetista e nutricionista palestina (m. 2023).
  - Moez Ben Cherifia, futebolista tunisiano.
- 1992
  - David Alaba, futebolista austríaco.
  - Raven Goodwin, atriz estadunidense.
  - Márton Vámos, jogador de polo aquático húngaro.
- 1993 — Hasanboy Dusmatov, pugilista uzbeque.
- 1994
  - Mitch Evans, automobilista britânico.
  - Erin Moriarty, atriz norte-americana.
  - Diogo Ventura, jogador de basquete português.
  - Lily Williams, ciclista britânica.
- 1995
  - Hervin Ongenda, futebolista francês.
  - Mary Holland, atriz norte-americana.
- 1996
  - Edoardo Affini, ciclista italiano.
  - Harris Dickinson, ator, escritor e cineasta britânico.
- 1997 — Serghei Tarnovschi, canoísta ucraniano.
- 1998 — Kye Rowles, futebolista australiano.
- 1999
  - Chiara Consonni, ciclista italiana.
  - Darwin Núñez, futebolista uruguaio.
- 2000 — Lucas Esteves, futebolista brasileiro.

### Século XXI
- 2001 — Antonio Tiberi, ciclista italiano.
- 2004 — Erika Andreeva, tenista russa.

## Mortes

### Anterior ao século XIX
- 1088 — William de Warenne, 1.º Conde de Surrey, nobre normando
- 1398 — Zhu Yuanzhang, imperador chinês (n. 1328).
- 1519 — Lucrécia Bórgia, duquesa italiana (n. 1480).
- 1604 — Edward de Vere, 17.º Conde de Oxford (n. 1550).
- 1627 — Nicolas-Claude Fabri de Peiresc, astrônomo e botânico francês (n. 1580).
- 1788 — Christiana Hely-Hutchinson, 1.ª Baronesa Donoughmore (n. 1732).

### Século XIX
- 1835 — Tomás de Zumalacárregui, militar espanhol (n. 1788).

### Século XX
- 1908 — Grover Cleveland, político norte-americano (n. 1837).
- 1922 — Walther Rathenau, político alemão (n. 1867).
- 1935 — Carlos Gardel, cantor e compositor argentino (n. 1890).
- 1943 — Ernesto Bozzano, pesquisador espírita italiano (n. 1862).
- 1957 — František Kupka, pintor tcheco (n. 1871).
- 1976 — Imogen Cunningham, fotógrafa estadunidense (n. 1883).
- 1984 — William Keighley, cineasta estadunidense (n. 1889).
- 1987 — Jackie Gleason, ator e músico estadunidense (n. 1916).
- 1991 — Rufino Tamayo, pintor mexicano (n. 1899).
- 1995 — Ivon Curi, ator e cantor brasileiro (n. 1928).
- 2000 — David Tomlinson, ator e comediante inglês (n. 1917).

### Século XXI
- 2001 — Milton Santos, geógrafo brasileiro (n. 1926).
- 2002 — Pierre Werner, político luxemburguês (n. 1913).
- 2007
  - Chris Benoit, wrestler canadense (n. 1967).
  - Natasja Saad, cantora dinamarquesa (n. 1974).
  - Derek Dougan, futebolista britânico (n. 1938).
- 2008
  - Ruth Cardoso, antropóloga brasileira (n. 1930).
  - Shao Hua, fotógrafa chinesa (n. 1938).
  - Leonid Hurwicz, economista estadunidense (n. 1917).
- 2009 — Alicia Delgado, cantora peruana (n. 1959).
- 2011 — Tomislav Ivić, futebolista e treinador de futebol croata (n. 1933).
- 2013 — Emilio Colombo, político italiano (n. 1920).
- 2014
  - Giba, futebolista e treinador de futebol brasileiro (n. 1962).
  - Ramón José Velásquez, político venezuelano (n. 1916).
  - Eli Wallach, ator estadunidense (n. 1915).
- 2015
  - Cristiano Araújo, cantor e compositor brasileiro (n. 1986).
  - Nico Fagundes, poeta, compositor e ator brasileiro (n. 1934).
- 2018 — Xiomara Alfaro, cantora cubana (n. 1930).

## Feriados e eventos cíclicos
- Dia Internacional do Disco voador
- Dia do Observador Aéreo
- Dia da Indústria Gráfica

### Portugal
- Feriado Municipal de Alcácer do Sal, Alcochete, Almada, Almodôvar, Angra do Heroísmo, Armamar, Arronches, Braga, Calheta (Madeira), Castelo de Paiva, Castro Marim, Cinfães, Figueira da Foz, Figueiró dos Vinhos, Horta, Lourinhã, Lousã, Mértola, Moimenta da Beira, Moura, Nelas, Porto, Santa Cruz das Flores, São João da Pesqueira, Tabuaço, Tavira, Valongo, Vila do Conde, Vila Franca do Campo, Vila Nova de Gaia, Vila do Porto - Nascimento de São João Baptista.
- Feriado Municipal de Guimarães - Batalha de São Mamede
- Feriado Municipal de Porto Santo - Criação do Município.
- Feriado Municipal de Sertã - Nuno Álvares

### Brasil
- Dia Nacional da Araucária
- Dia Nacional da Polícia Militar
- Feriado municipal em Atibaia, São Paulo - aniversário da cidade
- Feriado municipal em Rio Claro, São Paulo - aniversário da cidade
- Feriado municipal em Itamarandiba, Minas Gerais - aniversário da cidade
- Feriado municipal em Caratinga, Minas Gerais - dia de São João e aniversário da cidade
- Feriado municipal em Barueri, Caruaru, João Pessoa, Recife, Salvador, Niterói e centenas de outros municípios - dia de São João, padroeiro dessas cidades. A relação de cidades que comemora-se o dia do padroeiro São João é longa e atinge centenas de cidades.
- Feriado estadual em Alagoas e Sergipe - dia de São João

### Cristianismo
- María Lupita García Zavala
- Nascimento de João Batista

## Outros calendários
- No calendário romano era o 8.º dia (VIII) antes das calendas de julho.
- No calendário litúrgico tem a letra dominical G para o dia da semana.
- No calendário gregoriano a epacta do dia é .iii..